# ピーター・ゲード
ピーター・ハーグ・ゲード（デンマーク語: Peter Høeg Gade、1976年12月14日 - 、出生名ピーター・ゲード・クリステンセン Peter Gade Christensen）はデンマークの男子バドミントン選手。身長183cm、体重73kg。右利き。

## 概要
- ダブルスの選手として世界ジュニア選手権などで優勝していたが、その後シングルスの選手として一気に世界トップへ登りつめた。デンマークの国内で無敵を誇った時期が長く続いた。
- 1997年のオープンでIBF（現・BWF)トーナメント初優勝を飾り、同年に香港オープンで優勝した時点で、初めて世界ランキング1位となり、2000年のシドニー五輪直前までその地位を守った。その後オーバーワークから膝を痛めてトーナメントから遠ざかったこともあったが、手術とリハビリによってこれを克服した。2002年のUSオープン優勝でカムバックし、その後も世界ランキング上位をキープしている。2006年トマス杯においても、デンマーク代表のエースとしてチームを引っ張り、決勝では惜しくも中国代表に敗れるものの（ゲード自身は中国代表のエース林丹に敗れる）、見事に準優勝に輝いている。
- 中国やインドネシア等、アジアに強豪を多く有するバドミントン界にあって、それに対抗するヨーロッパ人選手の代表的存在である。
- 自国のデンマークを始めとしてヨーロッパや日本のバドミントンファンにも人気があり、またコート内外に関わらず紳士的な態度を心がけていることから、ファンのみならず選手からも尊敬される存在である。
- 2008年北京五輪の男子シングルスに出場し、3回戦で日本代表の佐藤翔治と対戦。一時はマッチポイントを握られる苦しい展開ながらファイナルの激戦の末に逆転勝利し、ベスト8に進出。準々決勝では中国代表の林丹と対戦するが、ストレートで負けて、アテネ五輪と同じくベスト8に終わった。
- 2012年末に母国デンマークで開催されたコペンハーゲンマスターズ2012において、林丹とのエキシビジョンマッチを行い、その試合を最後に現役を引退。